# Kleine Enz
Die Kleine Enz ist der 20 km lange, orografisch rechte Oberlauf der Enz im Nordschwarzwald, Baden-Württemberg (Deutschland).

## Geographie

### Verlauf
Die Kleine Enz entspringt im Waldrand westlich von Oberweiler auf einer Höhe von ca. 769 m ü. NN. Von hier aus fließt sie durch ein gering besiedeltes Tal und vereinigt sich in Calmbach auf 386 m ü. NN mit der Großen Enz, die in nicht sehr großem Abstand im Westen fast parallel läuft, zur Enz. Vor dem Mündungsort der Kleinen Enz ist ihr Talgrund nirgends über 300 Meter breit, über ihm steigen die bewaldeten Hänge steil zu den beiderseitigen Hochebenen an, die ihn teilweise um mehr als 300 Meter überragen. Nach ihrem 20,2 km langen Weg anfangs meist in nordöstlicher, danach länger in nördlicher Richtung mündet sie etwa 384 Höhenmeter unterhalb ihrer Quelle, womit sie ein mittleres Sohlgefälle von etwa 19 ‰ hat.
Die Kleine Enz wird auf gesamter Strecke von der Bundesstraße 294 begleitet.

### Einzugsgebiet
Das Einzugsgebiet ist wenig über 88 km² groß. Es ist weit überwiegend bewaldet und liegt am östlichen Rand des Naturraums Grindenschwarzwald und Enzhöhen vor den angrenzenden Schwarzwald-Randplatten.
Im ganzen Einzugsgebiet steht der Buntsandstein des Nordschwarzwaldes an. Die Hochflächen vor allem im Osten und auf einigen Schichtinseln auf dem Höhenrücken vor der Großen Enz liegen im Oberen Buntsandstein, die Quelle entspringt im Grenzbereich zum darunter einsetzenden Mittleren, der die tieferen Hochflächenanteile einnimmt und an den oberen Hänge ausstreicht, während der Talgrund schon bald und dann auch die unteren Hänge bis zuletzt im Unteren Buntsandstein liegen. In Fortsetzung der anfänglich nordöstlichen Talrichtung zieht eine kurze Störung, deren laufseitige Scholle gehoben ist.
Die mit 871,9 m ü. NN größte Höhe liegt an der Südsüdwestspitze auf einer namenlosen flachen Hochebenenkuppe im Enzwald über der Petersmühle von Enzklösterle im benachbarten Großenztal. Der Großen Enz im Westen läuft wegen des geringen Abstands der beiden Enzoberläufe nur ein nicht ganz kleiner Seitenbach von der gemeinsamen Wasserscheide her zu, der Kälberbach. Hinter dem Höhenkamm auf der rechten Seite des Laufs liegt im Süden und Osten Einzugsgebiet der Nagold an, die unter anderen mit ihren großen linken Zuflüssen Köllbach, Teinach und zuletzt Schweinbach konkurriert.
Der größte Teil des Einzugsgebiets gehört zum Stadtgebiet von Bad Wildbad, dieses reicht schon bald am Oberlauf bis ans linke Ufer und zuletzt auch über den Lauf hinweg. Der oberste Lauf liegt im Gebiet der Gemeinde Simmersfeld, danach grenzen die der Gemeinden Neuweiler und Oberreichenbach ans rechte Ufer. Einige Orte liegen in kleinen Rodungsinseln auf den begleitenden Hochebenen, ebenso über 2 km² an Naturschutzgebieten mit für die Region typischen Missen, einer Art von flachgründigen Mooren.

### Zuflüsse
Liste direkter Zuflüsse von der Quelle zur Mündung. Gewässerlänge, Einzugsgebiet und Höhe nach den entsprechenden Layern auf der Onlinekarte der LUBW. Andere Quellen für die Angaben sind vermerkt. Auswahl.
- Lachtergraben, von rechts und Südosten auf wenig über 600 m ü. NN nach der Aichelberger Sägmühle, 1,3 km und ca. 2,2 km².[LUBW 7]
- Enzlensbächle, von rechts und Osten auf etwa 549 m ü. NN vor der Agenbacher Sägmühle, 3,1 km und ca. 6,0 km².[LUBW 8] Mündet über den nebenlaufenden Agenbacher Sägmühlbach, der kurz nach dem folgenden rückfließt.
- Hühnerbächle, von links und Südwesten auf etwa 547 m ü. NN an der Agenbacher Sägmühle, 2,1 km und ca. 2,8 km².[LUBW 7]
- Heselbach, von rechts und Südosten aus dem Eisengrund auf etwa 482 m ü. NN an einem Wasserhäuschen vor dem Kleinenzhof, 3,3 km und 6,0 km². Entwässert den Südwestteil des Naturschutzgebietes Hesel-, Brand- und Kohlmisse.
- Dürrengrundbach, von rechts und Südwesten auf etwa 465 m ü. NN gleich nach dem Kleinenzhof, 1,7 km und ca. 2,0 km².[LUBW 7] Entwässert den Nordteil des Naturschutzgebietes Hesel-, Brand- und Kohlmisse.
- Würzbach, von rechts und Südosten auf etwa 410 m ü. NN gegenüber dem Bad am Südende von Calmbach, 8,4 km und 21,6 km².[LUBW 3] Entsteht südlich von Würzbach im Wald und durchläuft den Ort.
- Calmbächle, von rechts und Ostsüdosten auf etwa 398 m ü. NN in Calmbach etwas vor der Brücke zur Badstraße, 6,8 km und 12,7 km².

### LUBW
Amtliche Online-Gewässerkarte mit passendem Ausschnitt und den hier benutzten Layern: Lauf und Einzugsgebiet der Kleinen Enz

Allgemeiner Einstieg ohne Voreinstellungen und Layer: Daten- und Kartendienst der Landesanstalt für Umwelt Baden-Württemberg (LUBW) (Hinweise)
1. 1 2 3  Höhe nach dem Höhenlinienbild auf dem Hintergrundlayer Topographische Karte.
2. 1 2  Länge nach dem Layer Gewässernetz (AWGN).
3. 1 2  Einzugsgebiet aufsummiert aus den Teileinzugsgebieten nach dem Layer Basiseinzugsgebiet (AWGN).
4. ↑  Höhe nach schwarzer Beschriftung auf dem Hintergrundlayer Topographische Karte.
5. ↑  Naturschutzgebiete nach dem Layer Naturschutzgebiet.
6. ↑  Einzugsgebiet nach dem Layer Basiseinzugsgebiet (AWGN).
7. 1 2 3  Einzugsgebiet abgemessen auf dem Hintergrundlayer Topographische Karte.
8. ↑  Einzugsgebiet nach dem Layer Basiseinzugsgebiet (AWGN), abzüglich der direkt in den Agenbacher Sähmühlbach entwässernden Fläche, diese abgemessen auf dem Hintergrundlayer Topographische Karte.

### Andere Belege
1. ↑  Friedrich Huttenlocher, Hansjörg Dongus: Geographische Landesaufnahme: Die naturräumlichen Einheiten auf Blatt 170 Stuttgart. Bundesanstalt für Landeskunde, Bad Godesberg 1949, überarbeitet 1967. → Online-Karte (PDF; 4,0 MB)
2. ↑  Geologie grob nach: Mapserver des Landesamtes für Geologie, Rohstoffe und Bergbau (LGRB) (Hinweise)